# Justicia (género)
Justicia es un género de plantas herbáceas perennes, aunque en jardinería se denomina a una serie de plantas de flores grandes y vistosas. Comprende 1695 especies descritas y de estas, solo 376 aceptadas.
Son originarias de regiones tropicales y subtropicales de Sudamérica.

## Descripción
Alcanzan una altura de 50 cm con hojas ovales de color verde oscuro, con los nervios bien marcados. Inflorescencias con flores tubulares de color rosa, rojo o violeta en verano.
Son hierbas, arbustos o trepadoras. Hojas generalmente ovadas a elípticas y enteras, cistolitos presentes y generalmente prominentes en ambas superficies de los especímenes secos. Inflorescencias generalmente espigas o panículas, ocasionalmente cimas o las flores solitarias, terminales o axilares, brácteas varias, pequeñas y distantes, lineares o subuladas a grandes, conspicuas e imbricadas; sépalos (4) 5, generalmente angostos e iguales, algunos desiguales; corola bilabiada, generalmente blanca, rosada o morada, el tubo generalmente angosto, infundibuliforme, el labio superior entero a 2-lobado, erecto (en nuestras especies), rugulado por dentro (con un canal estilar), el labio inferior 3-lobado; estambres 2, por lo general ligeramente exertos pero no excediendo el labio superior, anteras generalmente ditecas, generalmente desiguales, frecuentemente sobrepuestas, con 1 o ambas tecas apiculadas o espolonadas, el conectivo angosto a ancho. Frutos claviformes.

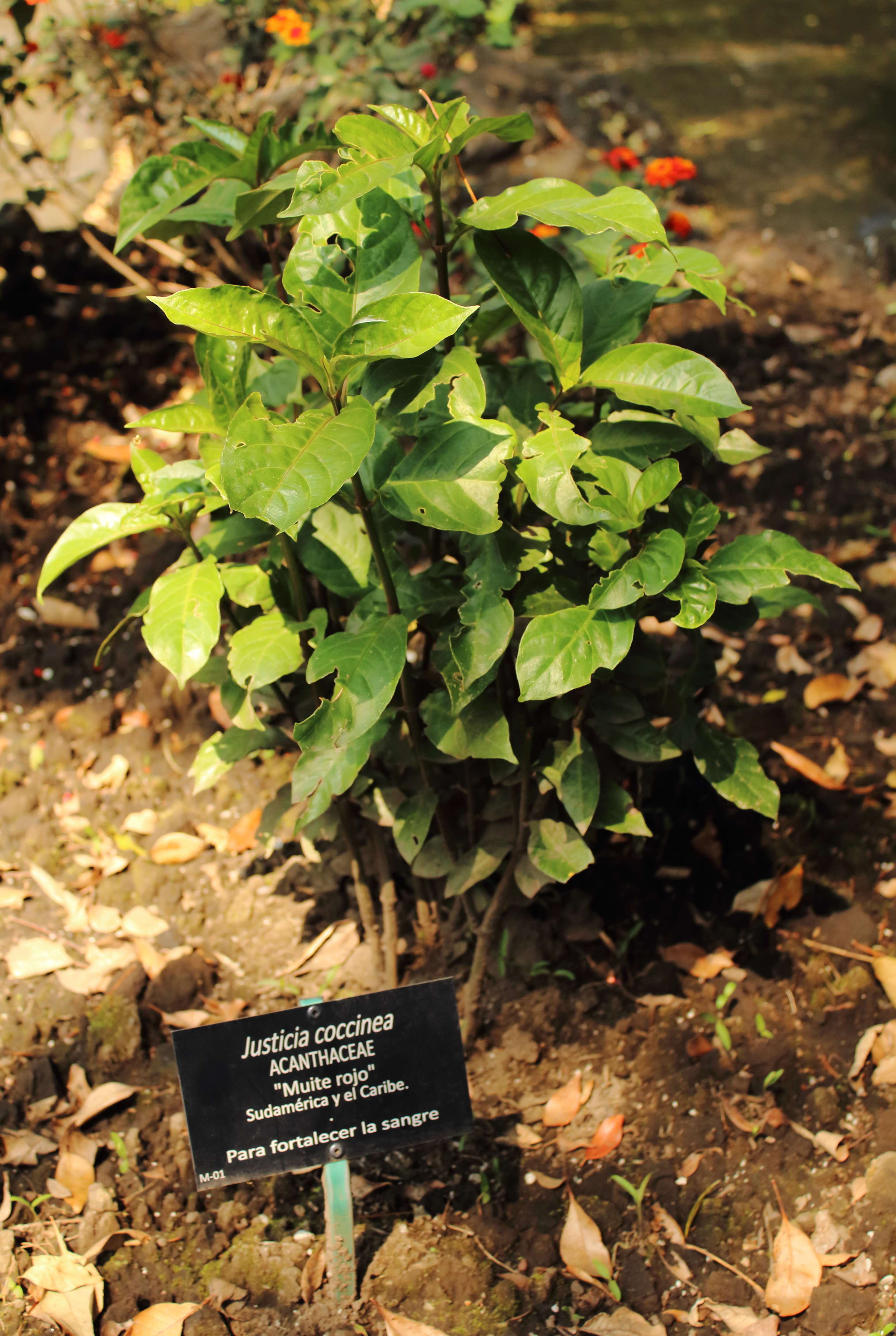
Breve descripción sobre la Justicia coccinea en el jardín botánico de la UNAM, México.

## Cultivo
Como arbusto aislado o en grupos. También vive en macetones.
- Exigencias de cultivo: necesita humedad en verano. Exposición soleada.
- Poda: acortar los tallos a la salida del invierno.
- Control fitosanitario: no presenta problemas.
- Reproducción: mediante estaquillas en invernadero.

## Taxonomía
El género fue descrito por Carlos Linneo  y publicado en Species Plantarum 1: 15–16. 1753. La especie tipo es: Justicia hyssopifolia L.

#### Etimología
Justicia: género dedicado a James Justice (1730-1763), horticultor escocés.
Sinonimia
Acelica, Adhatoda, Anisostachya, Aulojusticia, Averia, Beloperone, Calliaspidia, Calymmostachya, Chaetothylopsis, Chiloglossa, Cyphisia, Cyrtanthera, Cyrtantherella, Dimanisa, Drejerella, Duvernoia, Ecbolium, Emularia, Ethesia, Glosarithys, Harnieria, Heinzelia, Hemichoriste, Heteraspidia, Ixtlania, Jacobinia, Kuestera, Libonia, Lophothecium, Lustrinia, Orthotactus, Parajusticia, Petalanthera, Plegmatolemma, Porphyrocoma, Rhiphidosperma, Rhyticalymma, Rhytiglossa, Saglorithys, Salviacanthus, Sarotheca, Sericographis, Simonisia, Solenochasma, Tabascina, Thalestris, Thamnojusticia, Tyloglossa y Vada-kodi.

## Especies seleccionadas
- Justicia adhatoda (L.) Mart. ex Nees
- Justicia adhatodoides (Nees) V.A.W.Graham
- Justicia aequilabris (Nees) Lindau
- Justicia amazonica  (Nees  ex Mart.) Lindau
- Justicia anagalloides
- Justicia antirrhina Nees & Mart.
- Justicia aurea Schltdl.
- Justicia axillaris (Nees) Lindau
- Justicia blackii Leonard
- Justicia boliviensis (Bremek.) V.A.W.Graham
- Justicia borinquensis Britton
- Justicia brandegeeana Wassh. & L.B.Sm.
- Justicia brasiliana Roth
- Justicia californica Nees
- Justicia camerunensis (Heine) I.Darbysh.
- Justicia campylostemon (Nees) T.Anderson
- Justicia capensis Thunb.
- Justicia carnea (Lindl.) G.Nicholson
- Justicia carthagenensis (Jacq.) Benth. ex Nees
- Justicia comata Vell. ex Nees
- Justicia cooleyi Monach. & Leonard
- Justicia corumbensis (Lindau) Wassh. & C.Ezcurra
- Justicia culubritae Urb.
- Justicia cuneifolia Nees & Mart.
- Justicia cydoniifolia (Nees ex Mart.) Lindau
- Justicia deaurata Gómez-Laur. & Hammel
- Justicia diversifolia Jenn.
- Justicia ekakusuma Pradeep & Sivar.
- Justicia flava (Forssk.) Vahl
- Justicia floribunda (J.J.Veitch) Wassh.
- Justicia fulvicoma Schltdl. & Cham.
- Justicia gendarussa Burm.f.
- Justicia glauca Rottler
- Justicia hyssopifolia L.
- Justicia irwinii Wassh.
- Justicia kotschyi (Hochst.) Dandy
- Justicia kuestera V.A.W.Graham
- Justicia lanceolata (Chapm.) Small
- Justicia lancifolia Glaz.
- Justicia lanstyakii Rizzini
- Justicia leonardii N.De Marco & T.Ruíz
- Justicia martinsoniana R.A.Howard
- Justicia mirabiloides Lam.
- Justicia mollis Greenm.
- Justicia orchioides (L.f.) Griff. ex C.B.Clarke
- Justicia ochroleuca Blume
- Justicia ovata (Walter) Lindau in Urb.
- Justicia petiolaris (Nees) T.Anderson
- Justicia phyllocalyx (Lindau) Wassh. & C.Ezcurra
- Justicia plumbaginea Wall.
- Justicia plumbaginifolia J.Jacq.
- Justicia purpusii Brandegee
- Justicia quinqueangularis J.Koenig ex Roxb.
- Justicia rizzinii Wassh.
- Justicia roigii Britt. ex Alain
- Justicia salviiflora Kunth - muicle, muitle.[5]
- Justicia santapaui Bennet
- Justicia scheidweileri V.A.W.Graham
- Justicia secundiflora (Ruiz & Pav.) Vahl - puseca del Perú[5]
- Justicia sericea Ruiz & Pav. - chucumpa del Perú[5]
- Justicia sonorae Wassh.
- Justicia soukupii (Standl. & F.A.Barkley) V.A.W.Graham
- Justicia sphaerosperma Vahl
- Justicia spicigera Schltdl.
- Justicia tucumanensis Lillo
- Justicia thunbergioides (Lindau)
- Justicia tweediana Benth. & Hook.f.
- Justicia umbrosa (Nees ex DC.) Lindau
- Justicia vagans Collett & Hemsl.
- Justicia ventricosa Wall. ex Nees
- Justicia violaceotincta Champl.
- Justicia warnockii B.L.Turner
- Justicia wrightii A.Gray
- Justicia wynaadensis (Nees) T.Anderson
- Justicia yungensis Wassh. & J.R.I.Wood